# Олександрівка (Генічеський район)
Олекса́ндрівка (в минулому — Олексіївка) — село в Україні, у Новотроїцькій селищній громаді Генічеського району Херсонської області.
Населення становить 1163 осіб.

## Історія
Станом на 1886 рік у селі Олексіївка Ново-Троїцької волості Дніпровського повіту Таврійської губернії мешкало 678 осіб, налічувалось 97 дворів, існувала лавка.
12 червня 2020 року, відповідно до розпорядження Кабінету Міністрів України № 713-р «Про визначення адміністративних центрів та затвердження територій територіальних громад Запорізької області», увійшло до складу Новотроїцької селищної громади.
17 липня 2020 року, в результаті адміністративно-територіальної реформи та ліквідації  Новотроїцького району, увійшло до складу Генічеського району.
24 лютого 2022 року село тимчасово окуповане російськими військами під час російсько-української війни.

## Населення

### Мова
Розподіл населення за рідною мовою за даними :
| Мова            | Кількість | Відсоток |
| --------------- | --------- | -------- |
| українська      | 1095      | 94.15%   |
| російська       | 55        | 4.73%    |
| вірменська      | 5         | 0.43%    |
| білоруська      | 4         | 0.34%    |
| румунська       | 3         | 0.26%    |
| інші/не вказали | 1         | 0.09%    |
| Усього          | 1163      | 100%     |

## Уродженці
- Клецький Лев Михайлович (1903—1989) — український радянський економіст-аграрник, член-кореспондент ВАСГНІЛ.
- Лучкевич Ігор Валерійович (19 листопада 1973) — український футболіст та футбольний тренер. Грав за національну збірну України.